# Karl Schmidseder
Karl Schmidseder (* 25. Juli 1964 in Ried im Innkreis) ist ein österreichischer Offizier, zuletzt Generalleutnant des Bundesheeres. Er wurde im Jänner 2016 Leiter des Kabinetts des Bundesministers (Kabinettschef) im Bundesministerium für Landesverteidigung und Sport.

## Leben
Nach Matura und Einjährig-Freiwilligen-Ausbildung sowie der Offiziersausbildung an der Theresianischen Militärakademie war er in verschiedenen Kommandofunktionen in Freistadt und Linz-Ebelsberg eingesetzt, bevor er von 1991 bis 1994 an der Landesverteidigungsakademie die Generalstabsausbildung absolvierte.
Schmidseder hatte verschiedenen Funktionen im Militärkommando Wien, im Bundesministerium für Landesverteidigung und Sport inne und war Stabschef im Kommando für internationale Einsätze in Götzendorf. Er war am Sicherungseinsatz 1991 an der Grenze zum ehemaligen Jugoslawien eingesetzt sowie in Albanien, im Kosovo und in Afghanistan und absolvierte auch internationale Ausbildungsgänge.
Ab 2008 war er Militärkommandant von Wien und seit 1. August 2011 fungierte er als Stabschef des Bundesministers Norbert Darabos. Hauptpunkte seiner Tätigkeiten waren die Umsetzung der Bundesheerreform. Er hat sich öffentlich zum Teil positiv zum Freiwilligenheer geäußert.
Minister Gerald Klug bestellte ihn in der Nachfolge von Christian Segur-Cabanac am 3. Juli 2013 zum Leiter der Sektion IV (Einsatz) im Bundesministerium für Landesverteidigung und Sport und beförderte ihn zum Generalleutnant.
Verteidigungsminister Hans Peter Doskozil bestellte Schmidseder im Jänner 2016 zum Kabinettschef. Im September 2016 wurde bekannt, dass ihm in dieser Funktion Alexandra Schrefler-König nachfolgen sollte. Schmidseder sollte sich der Umsetzung der Bundesheerreform 2016 widmen.
Nachdem er bei der Vergabe der Position des Generaldirektors für Verteidigungspolitik, der von Minister Tanner im Jahr 2021 eingerichtet wurde, trotz Bestreihung wegen seiner Parteinähe zur SPÖ nicht berücksichtigt wurde, wandte er sich an die Bundesgleichbehandlungskommission, die ihm im Jahr 2024 recht gab. Die Begründung lag im Ausschreibungstext, den das Ministerium auf andere Mitbewerber ausgerichtet hat. Er wandte sich in der Folge an das Bundesverwaltungsgericht um eine entsprechende Entschädigung vom Ministerium zu erreichen.

## Sonstiges
Schmidseder ist verheiratet und hat eine Tochter. Er studierte Politikwissenschaft, wo er auch zum Doktor promovierte.

## Auszeichnungen und Ehrenzeichen (Auszug)
- 2010: Großes Ehrenzeichen für Verdienste um die Republik Österreich[4]